# Enric Cortès
Enric Cortès i Minguella (* 1939 in Guimerà) ist ein katalanischer Kapuziner und Bibelwissenschaftler.

## Leben
Er studierte Theologie an der Universität Freiburg im Üechtland und promovierte in Rom 1972 mit der Doktorarbeit Los discursos de adiós de Gn 49 a Jn 13–17. Pistas para la historia de un género literario en la antigua literatura judía („Die Abschiedsreden von Genesis 49 bis Johannes 13–17. Schneisen durch die Geschichte einer literarischen Gattung der altjüdischen Literatur“; 1976). Er ist Sekretär der Bibelgesellschaft von Katalonien seit ihrer Gründung (1973). Er ist auch Dozent und Direktor der Bibelabteilung der Theologiefakultät von Katalonien. Er ist Kapuziner und gehört heute zur Kapuzinerbruderschaft von Sarrià.
Er erforschte die hebräischen Manuskripte von Girona, veröffentlichte wichtige exegetische Studien über die Bibel auf Katalanisch und auf Spanisch und übersetzte viele Werke der althebräischen Literatur ins Spanische. An der von der katalanischen biblischen Stiftung erstellten katalanischen Bibelübersetzung wirkte er mit: er übersetzte die Bücher Obadja und Maleachi. Er arbeitete auch bei der interkonfessionellen Bibelübersetzung mit.
Nach seinem Studienaufenthalt in Freiburg-Rom-Jerusalem spezialisierte er sich auf altjüdische Literatur und mittelalterliches Judentum. Er ist Emeritus an der Theologiefakultät von Katalonien, wo er biblische Theologie unterrichtete. Er ist auch Herausgeber der Bände „Zwischentestamentarische Literatur“, und er ist Mitglied und Gründer der Gesellschaft von Gelehrten zum katalanischen Judentum. Im ISCREB (Hochschulinstitut für Religionswissenschaften in Barcelona) ist er Lehrer von hebräischer Sprache, Spätjudentum und Einleitung zum Neuen Testament. Er veröffentlichte verschiedene Artikel in der Katalanischen Zeitschrift für Theologie.